# Фесенко, Иван Викторович
Иван Викторович Фесенко (род. 22 августа 1981, г. Березники Пермской области) — российский спортсмен, член олимпийской сборной команды России по лыжному двоеборью на Олимпиаде в Турине. Чемпион России в командном первенстве (2000—2005) и в спринте (2004). Серебряный призёр чемпионата России (2004) в классике. Чемпион Всемирной универсиады (2005) в командном первенстве. Мастер спорта России (лыжное двоеборье).
Живёт в Москве. Выступает за МГФСО, ЭШВСМ и город Москву.
Учился в Московском государственном областном педагогическом университете.
В сборной команде России с 2002 года. Первый тренер — В. Колпаков, затем — Н. Васильев и С. И. Жуков.